# Свети Димитър (Димитровград)
Вижте пояснителната страница за други значения на Свети Димитър.
 Храм „Свети Димитър“ е православна църква в Димитровград. Тя е една от най-старите постройки на територията на града. Построена е през 1884 година. Най-стара е водонапорната кула построена през 1873 г.
Според преданието тя е построена върху парцел от 8 дка, подарен от турски бей, отстъпващ с всички турци в местността под напора на руската армия. Построена е от жителите на село Каяджик (днешният квартал Раковски в Димитровград), с парични и натурални дарения на хора от околността. През 1984 година, по случай 100-годишнината на храма, му е направен цялостен ремонт. През 1974 година църквата е обявена за паметник на изкуството и културата.